# Читинський район
Чити́нський район (рос. Читинский район) — район у складі Забайкальського краю Російської Федерації.
Адміністративний центр — місто Чита, яке не входить до його складу і утворює окремо Читинський міський округ.

## Населення
Населення — 65678 осіб (2019; 64642 в 2010, 62221 у 2002).

## Адміністративний поділ
Район адміністративно поділяється на 2 міських та 21 сільське поселення:
| Поселення                          | Площа, км² | Населення, осіб (2002) | Населення, осіб (2010) | Населення, осіб (2019) | Центр             | Населені пункти |
| ---------------------------------- | ---------- | ---------------------- | ---------------------- | ---------------------- | ----------------- | --------------- |
| Атамановське міське поселення      | 230,43     | 9590                   | 10474                  | 10392                  | Атамановка        | 2               |
| Новокручинінське міське поселення  | 145,44     | 9817                   | 10166                  | 10128                  | Новокручинінський | 1               |
| Александровське сільське поселення | 336,77     | 972                    | 997                    | 956                    | Александровка     | 1               |
| Арахлейське сільське поселення     | 1026,60    | 741                    | 747                    | 697                    | Арахлей           | 4               |
| Беклемішевське сільське поселення  | 1046,00    | 2054                   | 1847                   | 1630                   | Беклемішево       | 3               |
| Верх-Читинське сільське поселення  | 732,47     | 2176                   | 2127                   | 2157                   | Верх-Чита         | 4               |
| Домнинське сільське поселення      | 56,41      | 6874                   | 6686                   | 6461                   | Домна             | 1               |
| Єлизаветинське сільське поселення  | 1335,77    | 1450                   | 1253                   | 1115                   | Єлизаветино       | 3               |
| Засопкинське сільське поселення    | 169,95     | 2011                   | 3599                   | 5003                   | Засопка           | 1               |
| Інгодинське сільське поселення     | 164,20     | 1445                   | 1297                   | 1222                   | Інгода            | 2               |
| Колочнинське сільське поселення    | 67,03      | 1143                   | 1111                   | 995                    | Колочне 2-е       | 3               |
| Ленінське сільське поселення       | 1,50       | 400                    | 278                    | 240                    | Ленінський        | 1               |
| Ліснинське сільське поселення      | 2,73       | 1904                   | 1683                   | 1405                   | Лісний Городок    | 3               |
| Маккавієвське сільське поселення   | 33,71      | 4125                   | 4157                   | 4039                   | Маккавієво        | 2               |
| Новокукинське сільське поселення   | 241,65     | 3390                   | 3247                   | 3092                   | Нова Кука         | 5               |
| Новотроїцьке сільське поселення    | 1918,09    | 1536                   | 1512                   | 1331                   | Новотроїцьк       | 3               |
| Оленгуйське сільське поселення     | 1758,37    | 696                    | 489                    | 397                    | Оленгуй           | 2               |
| Сівяковське сільське поселення     | 580,00     | 966                    | 1022                   | 1044                   | Сівяково          | 4               |
| Смоленське сільське поселення      | 284,97     | 3941                   | 5068                   | 7006                   | Смоленка          | 4               |
| Сохондинське сільське поселення    | 1151,16    | 2288                   | 1994                   | 1669                   | Сохондо           | 4               |
| Угданське сільське поселення       | 148,95     | 926                    | 1255                   | 1300                   | Угдан             | 1               |
| Шишкинське сільське поселення      | 3751,71    | 2585                   | 2678                   | 2588                   | Шишкино           | 4               |
| Яблуновське сільське поселення     | 450,00     | 1191                   | 955                    | 811                    | Яблуново          | 2               |

- 2019 року Яблуновське міське поселення перетворено в сільське поселення[4].

## Найбільші населені пункти
| №  | Населений пункт   | Населення, осіб (2002) | Населення, осіб (2010) |
| -- | ----------------- | ---------------------- | ---------------------- |
| 1  | Атамановка        | 9463                   | 10381                  |
| 2  | Новокручинінський | 9817                   | 10166                  |
| 3  | Домна             | 6874                   | 6686                   |
| 4  | Смоленка          | 3066                   | 4243                   |
| 5  | Маккавієво        | 4100                   | 4145                   |
| 6  | Засопка           | 2011                   | 3599                   |
| 7  | Верх-Чита         | 1687                   | 1694                   |
| 8  | Нова Кука         | 1732                   | 1628                   |
| 9  | Шишкино           | 1468                   | 1588                   |
| 10 | Лісний Городок    | 1541                   | 1368                   |
| 11 | Угдан             | 926                    | 1255                   |
| 12 | Беклемішево       | 1269                   | 1152                   |
| 13 | Сохондо           | 1231                   | 1072                   |
| 14 | Інгода            | 1040                   | 1004                   |